# Wörnbrunn
Wörnbrunn ist ein Gemeindeteil der Gemeinde Grünwald im Landkreis München.

## Geographie
Der Weiler Wörnbrunn liegt auf der Gemarkung Grünwalder Forst in einer etwa eineinhalb Quadratkilometer großen Lichtung. Im Ort gibt es ein Wirtshaus und einen Kindergarten.